# KRC Borgerhout
Dernière mise à jour : 26 décembre 2011.
Le Koninklijke Racing Club Borgerhout (ou K. RC Borgerhout) est un ancien club de football belge localisé dans la commune de Borgerhout au Nord d'Anvers. Il était porteur du matricule 84. Fondé en 1911, il fusionne avec le Tubantia FC en 1960 pour former le K. Tubantia Borgerhout FC. Au cours de son Histoire, le club a évolué 26 saisons dans les divisions nationales, dont 4 au deuxième niveau.

## Histoire
Le club est fondé en 1911 sous le nom de Fraternitas Sportkring, et s'affilie à la Katoliek Sportverbond, une fédération de football rivale de l'Union Belge. Le club rejoint finalement la Fédération nationale le 7 novembre 1919. Cinq ans plus tard, il fusionne avec le Borgerhout Football Club, et adapte son appellation officielle en Borgerhoutsche Sportkring. En décembre 1926, le club reçoit le matricule 84. Quelques mois plus tard, il fait ses débuts dans les séries nationales, dont la Promotion est à l'époque le troisième et dernier niveau.
En 1931, l'URBSFA décide d'ajouter une seconde série au deuxième niveau national, alors appelé Division 1. Deuxième dans sa série de Promotion, le club est promu à l'échelon supérieur en fin de saison. Quatrième en 1933, il fusionne avec le Racing Club Anvers-Deurne, porteur du matricule 29, pour former le Racing Club Borgerhout. Le club fusionné conserve le matricule 84 du SK Borgerhout. La fusion porte rapidement ses fruits, le club terminant vice-champion dans sa série, derrière Berchem Sport. Mais il ne s'agit que d'un feu de paille, car la saison suivante le club termine dernier et est relégué en Promotion. Le 21 mai 1937, le club est reconnu « Société Royale », et change son nom officiel en Koninklijke Racing Club Borgerhout. Il étrenne néanmoins assez mal son titre, car il est relégué vers les séries régionales en fin de saison suivante.
Le KRC Borgerhout revient en nationales en 1942. Deuxième en 1947 à un point du champion Gosselies Sports, le club ne parvient pas à répéter cette performance, et est à nouveau relégué hors des séries nationales deux ans plus tard. Le club revient en Promotion un an plus tard. Il joue encore deux saisons à ce niveau, puis est relégué en 1952 vers le nouveau quatrième niveau national, qui hérite du nom de Promotion. Après cinq saisons terminées en milieu de classement, le club termine dernier dans sa série en 1958 et est renvoyé vers les séries provinciales.
Il ne revient plus jamais en nationales par la suite. Le 29 juin 1960, une fusion est actée avec le grand rival du Tubantia, qui donne naissance au K. Tubantia Borgerhout FC. Le club fusionné conserve le matricule 64 de Tubantia, le 84 du Racing étant radié des listes de la Fédération.

## Multitude de clubs
La région d'Anvers est la principale des trois régions par lesquelles le football-association entre en Belgique. Les deux autres sont le bassin industriel de Liège/Verviers où de nombreux ingénieurs et ouvriers anglais sont actifs et les confins de la Flandre occidentale et du Hainaut occidental qui bénéficient de l'influence du Nord de la France (Dunkerque, Lille, Roubaix, Tourcoing, ...). La région bruxelloise voit aussi très vite se développer le football, mais elle le doit plutôt à son statut de capitale nationale et son relativement faible éloignement de la métropole anversoise.
Anvers et sa périphérie connaissent une multitude de clubs. Certaines ne vivent que quelques mois ou ne s'affilient jamais à ce qui est de nos jours l'URBSFA. La métropole portuaire est sans doute l'endroit de Belgique pour lequel il est le plus délicat de « tracer » historiquement des clubs tant ceux-ci y furent très nombreux, variés, éphémères et qu'ils eurent des parcours parfois très chaotiques. Par exemple, les communes de Borgerhout, Merksem, Brasschaat, très proches géographiquement, en connurent un grand nombre. Il y a parfois confusion dans les esprits car les cas sont nombreux où des associations reprirent les dénominations de clubs ayant existé auparavant, voire existant encore à ce moment-là dans une autre commune.

## Résultats dans les divisions nationales
Statistiques clôturées, club disparu

### Bilan
| Niv | Divisions     | Jouées | Titres | TM Up | TM Down |
| --- | ------------- | ------ | ------ | ----- | ------- |
| I   | 1re nationale | 0      | 0      |       |         |
| II  | 2e nationale  | 4      | 0      |       |         |
| III | 3e nationale  | 15     | 0      |       |         |
| IV  | 4e nationale  | 6      | 0      |       |         |
| V   | 5e nationale  | 0      | 0      |       |         |
|     |               |        |        |       |         |
|     | TOTAUX        | 25     | 0      | 0     | 0       |

- TM Up : test-match pour départager des égalités, ou toutes formes de Barrages ou de Tour final pour une montée éventuelle.
- TM Down : test-match pour départager des égalités, ou toutes formes de Barrages ou de Tour final pour le maintien.

### Classements saison par saison
| Ordre               | Saison  | Nom du club                                           | Niveau                                                | Classement final                                      | Remarques                                             |
| ------------------- | ------- | ----------------------------------------------------- | ----------------------------------------------------- | ----------------------------------------------------- | ----------------------------------------------------- |
| 1                   | 1927-28 | Borgerhoutsche SK                                     | Promotion (D3) série A                                | 5e/14                                                 |                                                       |
| 2                   | 1928-29 | Borgerhoutsche SK                                     | Promotion (D3) série A                                | 7e/14                                                 |                                                       |
| 3                   | 1929-30 | Borgerhoutsche SK                                     | Promotion (D3) série B                                | 4e/14                                                 |                                                       |
| 4                   | 1930-31 | Borgerhoutsche SK                                     | Promotion (D3) série B                                | 2e/14                                                 | Promu !                                               |
| 5                   | 1931-32 | Borgerhoutsche SK                                     | Division 1 (D2) série A                               | 10e/14                                                |                                                       |
| 6                   | 1932-33 | Borgerhoutsche SK                                     | Division 1 (D2) série A                               | 4e/14                                                 |                                                       |
| 7                   | 1933-34 | RC Borgerhout                                         | Division 1 (D2) série B                               | 2e/14                                                 | [ saisons 1 ]                                         |
| 8                   | 1934-35 | RC Borgerhout                                         | Division 1 (D2) série A                               | 14e/14                                                | Relégué!                                              |
| 9                   | 1935-36 | RC Borgerhout                                         | Promotion (D3) série B                                | 10e/14                                                |                                                       |
| 10                  | 1936-37 | RC Borgerhout                                         | Promotion (D3) série B                                | 4e/14                                                 |                                                       |
| 11                  | 1937-38 | K. RC Borgerhout                                      | Promotion (D3) série A                                | 13e/14                                                | Relégué!                                              |
| séries régionales   |         |                                                       |                                                       |                                                       |                                                       |
| 12                  | 1942-43 | K. RC Borgerhout                                      | Promotion (D3) série C                                | 7e/15                                                 |                                                       |
| 13                  | 1943-44 | K. RC Borgerhout                                      | Promotion (D3) série C                                | 6e/16                                                 |                                                       |
|                     | 1944-45 | Compétitions arrêtées                                 | Compétitions arrêtées                                 | Compétitions arrêtées                                 | Compétitions arrêtées                                 |
| 14                  | 1945-46 | K. RC Borgerhout                                      | Promotion (D3) série A                                | 11e/18                                                |                                                       |
| 15                  | 1946-47 | K. RC Borgerhout                                      | Promotion (D3) série B                                | 2e/18                                                 | [ saisons 2 ]                                         |
| 16                  | 1947-48 | K. RC Borgerhout                                      | Promotion (D3) série D                                | 4e/16                                                 |                                                       |
| 17                  | 1948-49 | K. RC Borgerhout                                      | Promotion (D3) série B                                | 15e/16                                                | Relégué!                                              |
| séries provinciales |         |                                                       |                                                       |                                                       |                                                       |
| 18                  | 1950-51 | K. RC Borgerhout                                      | Promotion (D3) série B                                | 5e/16                                                 |                                                       |
| 19                  | 1951-52 | K. RC Borgerhout                                      | Promotion (D3) série C                                | 14e/16                                                | Relégué!                                              |
| 20                  | 1952-53 | K. RC Borgerhout                                      | Promotion série A                                     | 10e/16                                                |                                                       |
| 21                  | 1953-54 | K. RC Borgerhout                                      | Promotion série D                                     | 8e/16                                                 |                                                       |
| 22                  | 1954-55 | K. RC Borgerhout                                      | Promotion série D                                     | 9e/16                                                 |                                                       |
| 23                  | 1955-56 | K. RC Borgerhout                                      | Promotion série B                                     | 11e/16                                                |                                                       |
| 24                  | 1956-57 | K. RC Borgerhout                                      | Promotion série C                                     | 12e/16                                                |                                                       |
| 25                  | 1957-58 | K. RC Borgerhout                                      | Promotion série A                                     | 16e/16                                                | Relégué!                                              |
| séries provinciales |         |                                                       |                                                       |                                                       |                                                       |
| X                   | 1960    | Fusion avec K. Tubantia FC, le matricule 84 disparaît | Fusion avec K. Tubantia FC, le matricule 84 disparaît | Fusion avec K. Tubantia FC, le matricule 84 disparaît | Fusion avec K. Tubantia FC, le matricule 84 disparaît |